# Liste der Stolpersteine in Wernigerode
Die Liste der Stolpersteine in Wernigerode enthält alle Stolpersteine, die im Rahmen des gleichnamigen Kunst-Projekts von Gunter Demnig in Wernigerode verlegt wurden. Mit ihnen soll Opfern des Nationalsozialismus gedacht werden, die in Wernigerode lebten und wirkten. Am 14. April 2009 wurden 22 Steine an sieben Adressen verlegt.

## Liste der Stolpersteine
| Adresse               | Datum der Verlegung | Person | Inschrift | Bild                               | Bild des Hauses                                                |
| --------------------- | ------------------- | --- | --- | ---------------------------------- | -------------------------------------------------------------- |
| Breite Straße 7 ·     | 14. Apr. 2009       | Fritz Reichenbach (1884–1938) Fritz Reichenbach wurde am 14. März 1884 in Wernigerode als Sohn von Jeanette Reichenbach geboren. Mit seiner Familie führte er in der Breiten Straße 7 ein Bekleidungsgeschäft, das er von seiner Mutter übernommen hatte. Er wurde im Zuge der Novemberpogrome am 10. November 1938 verhaftet und im KZ Buchenwald interniert, wo er am 22. November ermordet wurde. | Hier wohnte FRITZ REICHENBACH Jg. 1884 verhaftet 10.11.1938 Buchenwald erschlagen 22.11.1938                                     | Fritz Reichenbach                  | Wohnhaus Breite Straße 7 · Verlegestelle Breite Straße 7       |
| Breite Straße 7 ·     | 14. Apr. 2009       | Jeanette Reichenbach geb. Rosenbaum (1859–1942) Jeanette Reichenbach wurde am 26. Oktober 1859 in Ebergötzen geboren. Sie führte ein Bekleidungshaus in der Breiten Straße 7. Über Berlin wurde sie am 11. September 1942 ins Ghetto Theresienstadt deportiert. Dort fand sie am 25. Oktober 1942 den Tod. | Hier wohnte JEANETTE REICHENBACH geb. Rosenbaum Jg. 1859 deportiert 1942 Theresienstadt tot 25.10.1942                           | Jeanette Reichenbach               | Wohnhaus Breite Straße 7 · Verlegestelle Breite Straße 7       |
| Breite Straße 7 ·     | 14. Apr. 2009       | Martha Reichenbach geb. Pohly (1889–1944) Martha Reichenbach wurde am 15. November 1889 in Göttingen geboren. Sie war mit Fritz Reichenbach verheiratet. Sie wurde nach 1938 nach Berlin verbracht und musste dort Zwangsarbeit verrichten. Nach unterschiedlichen Angaben wurde sie entweder am 3. März 1943 ins Vernichtungslager Auschwitz deportiert oder kam 1944 in Berlin bei einem Luftangriff ums Leben. | Hier wohnte MARTHA REICHENBACH geb. Pohly Jg. 1889 Zwangsarbeiterin in Berlin tot 1944 bei Bombenangriff                         | Martha Reichenbach                 | Wohnhaus Breite Straße 7 · Verlegestelle Breite Straße 7       |
| Breite Straße 7 ·     | 14. Apr. 2009       | Werner Reichenbach (1914–1992) Werner Reichenbach war der Sohn der Familie. Er konnte 1939 mit seiner Frau Margarete (* 1910) nach Brasilien flüchten. Dort starb er 1992, ohne je nach Wernigerode zurückgekehrt zu sein. | Hier wohnte WERNER REICHENBACH Jg. 1914 Flucht 1939 überlebt in Brasilien                                                        | Werner Reichenbach                 | Wohnhaus Breite Straße 7 · Verlegestelle Breite Straße 7       |
| Breite Straße 11 ·    | 14. Apr. 2009       | Regina Rosenthal geb. Spiro (1896–1980) Regina Rosenthal wurde 1896 geboren und war mit Siegmund Rosenthal verheiratet. Sie führten zusammen ein Konfektionsgeschäft. 1938 gelang ihr mit ihrem Sohn Siegfried die Flucht nach Portugal. Sie starb 1980 in Lissabon. | Hier wohnte REGINA ROSENTHAL geb. Spiro Jg. 1896 Flucht 1938 Portugal überlebt                                                   | Regina Rosenthal geb. Spiro        | Wohnhaus Breite Straße 11 · Verlegestelle Breite Straße 11     |
| Breite Straße 11 ·    | 14. Apr. 2009       | Siegfried Rosenthal (1920–2014) Siegfried Rosenthal wurde 1920 in Wernigerode als Sohn von Siegmund und Regina Rosenthal geboren. Er besuchte das Gymnasium und war 1932 Jahrgangsbester. Mit seiner Mutter gelang ihm 1938 die Flucht nach Portugal. 1995 besuchte er Wernigerode und trug sich in das Goldene Buch der Stadt ein. Am 3. August 2014 starb er in Lissabon. | Hier wohnte SIEGFRIED ROSENTHAL Jg. 1920 Flucht 1938 Portugal überlebt                                                           | Siegfried Rosenthal                | Wohnhaus Breite Straße 11 · Verlegestelle Breite Straße 11     |
| Breite Straße 11 ·    | 14. Apr. 2009       | Siegmund Rosenthal (1886–1942) Siegmund Rosenthal wurde am 31. März 1886 geboren und führte in Wernigerode ein Konfektionsgeschäft. Mit seiner Frau Regina und dem gemeinsamen Sohn Siegfried lebten sie dort. Er floh vor Kriegsausbruch nach Frankreich, durfte aber nicht nach Portugal zu seiner Familie weiter reisen. Nach dem deutschen Einmarsch wurde er verhaftet und in Gurs interniert. Über Drancy wurde er am 16. September 1942 ins Vernichtungslager Auschwitz deportiert und dort am 21. September ermordet. | Hier wohnte SIEGMUND ROSENTHAL Jg. 1886 Flucht Frankreich verhaftet 1942 interniert Gurs deportiert Auschwitz ermordet 21.9.1942 | Siegmund Rosenthal                 | Wohnhaus Breite Straße 11 · Verlegestelle Breite Straße 11     |
| Breite Straße 11 ·    | 14. Apr. 2009       | Delfine Spiro geb. Strauss (1869–1964) Delfine Spiro war die Mutter von Regina Spiro. Sie lebte in der Büchtingenstraße 11 in Wernigerode. 1942 wurde sie nach Theresienstadt deportiert und Anfang 1945 durch das Rote Kreuz in die Schweiz geholt. 1948 fand sie ihre Tochter Regina wieder und zog nach Lissabon, wo sie 1964 starb. | Hier wohnte DELFINE SPIRO geb. Strauss Jg. 1869 deportiert 1942 Theresienstadt überlebt                                          | Delfine Spiro geb. Strauss         | Wohnhaus Breite Straße 11 · Verlegestelle Breite Straße 11     |
| Burgstraße 9 ·        | 14. Apr. 2009       | Benjamin Willy Löwenstein (1876–1942) Benjamin Löwenstein wurde am 7. Mai 1876 in Laufenselden geboren. Er führte in Wernigerode ein Geschäft für „Deutsche Herrenmoden“. Im November 1939 war er für drei Tage im Polizeigefängnis inhaftiert. 1941 musste er mit seiner Frau in das jüdische Altersheim nach Halberstadt umziehen. Er wurde am 14. April 1942 über Magdeburg und Berlin ins Ghetto Warschau deportiert. Sein genaues Todesdatum ist unbekannt. | Hier wohnte BENJAMIN WILLY LÖWENSTEIN Jg. 1876 deportiert 1942 Ghetto Warschau ermordet Juni 1942                                | Benjamin Willy Löwenstein          | Wohnhaus Burgstraße 9 · Verlegestelle Burgstraße 9             |
| Burgstraße 9 ·        | 14. Apr. 2009       | Julius Löwenstein (1907–1990) Julius Löwenstein wurde am 15. März 1907 als Sohn von Käthe und Willy Löwenstein in Wernigerode geboren. 1939 wurde er wie sein Vater verhaftet, nach Bergen-Belsen verbracht, später entlassen und aus Deutschland ausgewiesen. 1940 flüchtete er über Rom nach Shanghai. 1947 emigrierte er von dort nach Oakland, Vereinigte Staaten. Dort gehörte er der „Wernigeröder Kolonie“ in der Nähe von San Francisco an. 1954 heiratete er Helga Helene Gottheiner, eine Geflüchtete, die 1914 in Berlin geboren wurde. Die Ehe blieb kinderlos. Julius Löwenstein starb 1990 in Oakland. Helga starb 2007 ebenda. | Hier wohnte JULIUS LÖWENSTEIN deportiert Bergen - Belsen überlebt                                                                | Julius Löwenstein                  | Wohnhaus Burgstraße 9 · Verlegestelle Burgstraße 9             |
| Burgstraße 9 ·        | 14. Apr. 2009       | Käthe Löwenstein geb. Nussbaum (1880–?) Käthe Löwenstein wurde am 15. Oktober 1880 in Bettenhausen geboren. Mit ihrem Mann Benjamin führte sie ein Bekleidungsgeschäft in Wernigerode. 1941 musste sie mit ihrem Mann in das jüdische Altersheim nach Halberstadt umziehen. Sie wurde am 14. April 1942 über Magdeburg und Berlin ins Ghetto Warschau deportiert. Ihr genaues Todesdatum ist unbekannt. | Hier wohnte KÄTHE LÖWENSTEIN geb. Nussbaum Jg. 1880 deportiert 1942 Ghetto Warschau ermordet                                     | Käthe Löwenstein geb. Nussbaum     | Wohnhaus Burgstraße 9 · Verlegestelle Burgstraße 9             |
| Burgstraße 9 ·        | 14. Apr. 2009       | Ruth Löwenstein (1912–1971) Ruth Löwenstein wurde am 5. April 1912 als Tochter von Benjamin und Käthe Löwenstein in Wernigerode geboren. Am 9. Januar 1938 heiratete sie Kurt Rudolf Lorenz (geboren 1914 in Kattowitz). Kurz nach der Hochzeit konnten beide nach Shanghai fliehen. Ruth gebar 1945 in Shanghai einen Sohn. Die Familie emigrierte im März 1948 in die Vereinigten Staaten (Oakland, Kalifornien). Ruth verstarb am 18. Juni 1971 in Oakland. Kurt verstarb am 18. Januar 1997 in Salem, Oregon. | Hier wohnte RUTH LÖWENSTEIN Flucht nach Shanghai überlebt                                                                        | Ruth Löwenstein                    | Wohnhaus Burgstraße 9 · Verlegestelle Burgstraße 9             |
| Feldstraße 7 ·        | 14. Apr. 2009       | Benno Russo (1871–1943) Der Fabrikant Benno Russo wurde am 1. Januar 1871 in Wien geboren. Von seinem Bruder Moritz übernahm er 1911 eine Käsefabrik in Wernigerode und heiratete 1919 Clara Jaffe. Beide wurden 1942 ins Ghetto Halberstadt gebracht. Von Magdeburg aus wurden sie am 25. November 1942 ins Ghetto Theresienstadt deportiert, wo er am 18. April 1943 starb. | Hier wohnte BENNO RUSSO Jg. 1871 deportiert 1942 Ghetto Halberstadt 1942 Theresienstadt ermordet 18.4.1943                       | Benno Russo                        | Feldstraße 7                                                   |
| Feldstraße 7 ·        | 14. Apr. 2009       | Clara Russo geb. Jaffe (1876–1943) Die Opernsängerin Clara Jaffe wurde am 14. Juni 1876 in Eberswalde geboren. 1919 heiratete sie Benno Russo. Beide wurden 1942 ins Ghetto Halberstadt gebracht. Von Magdeburg aus wurden sie am 25. November 1942 ins Ghetto Theresienstadt deportiert. Am 18. Dezember 1943 wurde sie von dort aus ins Vernichtungslager Auschwitz verbracht und ermordet. | Hier wohnte CLARA RUSSO geb. Jaffe Jg. 1876 deportiert 1942 Ghetto Halberstadt 1942 Theresienstadt ermordet in Auschwitz         | Clara Russo                        | Feldstraße 7                                                   |
| Georgiistraße 31 ·    | 14. Apr. 2009       | Willi Steigerwald (1878–1941) Willy Steigerwald war als Sozialdemokrat im Stadtrat von Wernigerode tätig und Journalist der Volksstimme. Vom 11. bis 21. November 1938 war er im KZ Buchenwald verhaftet und nahm sich am 20. Juni 1941 das Leben. | Hier wohnte WILLI STEIGEWALD Jg. 1878 verhaftet 1933 1938 Buchenwald Flucht in den Tod 20.6.1941 Wernigerode                     | Willi Steigerwald                  |                                                                |
| Große Bergstraße 1 ·  | 14. Apr. 2009       | Dora Salomon (1893–1954) Dora Salomon wurde 1893 in Samotschin geboren. Bis 1939 lebte sie in Wernigerode, als sie nach Argentinien emigrierte. Dort verstarb sie 1954 in Parana. | Hier wohnte DORA SALOMON Flucht 1939 nach Argentinien ?                                                                          | Dora Salomon                       | Wohnhaus Große Bergstraße 1 · Verlegestelle Große Bergstraße 1 |
| Große Bergstraße 1 ·  | 14. Apr. 2009       | Eva Salomon (?–?) Eva Rosemarie Salomon war die Tochter von Dora und Hermann Salomon. Die Familie flüchtete am 6. April 1939 zusammen nach Argentinien. Das weitere Schicksal ist unbekannt. | Hier wohnte EVA SALOMON Flucht 1939 nach Argentinien ?                                                                           | Eva Salomon                        | Wohnhaus Große Bergstraße 1 · Verlegestelle Große Bergstraße 1 |
| Große Bergstraße 1 ·  | 14. Apr. 2009       | Heinz Salomon (?–?) Heinz Gustav Salomon war der Sohn von Dora und Hermann Salomon. Die Familie flüchtete am 6. April 1939 zusammen nach Argentinien. Das weitere Schicksal ist unbekannt. | Hier wohnte HEINZ SALOMON Flucht 1939 nach Argentinien ?                                                                         | Heinz Salomon                      | Wohnhaus Große Bergstraße 1 · Verlegestelle Große Bergstraße 1 |
| Große Bergstraße 1 ·  | 14. Apr. 2009       | Hermann Salomon (?–?) Hermann Salomon (geb. Itzig) war mit Dora Salomon verheiratet und nahm ihren Namen an. Zusammen führten sie einen Futtermittelhandel. Die Familie flüchtete am 6. April 1939 mit ihren Kindern nach Argentinien. Das weitere Schicksal ist unbekannt. | Hier wohnte HERMANN SALOMON Flucht 1939 nach Argentinien ?                                                                       | Hermann Salomon                    | Wohnhaus Große Bergstraße 1 · Verlegestelle Große Bergstraße 1 |
| Große Bergstraße 1 ·  | 14. Apr. 2009       | Kurt Salomon (?–?) Kurt Gideon Salomon war der Sohn von Dora und Hermann Salomon. Die Familie flüchtete am 6. April 1939 zusammen nach Argentinien. Das weitere Schicksal ist unbekannt. | Hier wohnte KURT SALOMON Flucht 1939 nach Argentinien ?                                                                          | Kurt Salomon                       | Wohnhaus Große Bergstraße 1 · Verlegestelle Große Bergstraße 1 |
| Große Bergstraße 1 ·  | 14. Apr. 2009       | Leo Salomon (1891–1942) Leo Salomon wurde in Samotschin geboren. Er war der Bruder von Dora Salomon. Am 1. November 1941 wurde er von Berlin aus ins Ghetto Litzmannstadt deportiert, wo er am 14. März 1942 ermordet wurde. | Hier wohnte LEO SALOMON Jg. 1891 deportiert 1941 Łodz ermordet 14.3.1942                                                         | Leo Salomon                        | Wohnhaus Große Bergstraße 1 · Verlegestelle Große Bergstraße 1 |
| Lindenbergstraße 19 · | 14. Apr. 2009       | Paul Regensburger (1877–1942) Paul Regensburger wurde 1877 in Fürth geboren und war Lehrer und seit 1912 Schuldirektor am Fürstin-Anna-Lyzeum in der Kanzleistraße. 1933 wurde er erstmals von der Gestapo von der Schule weg verhaftet und durfte danach seinen Beruf nicht mehr ausüben. Nach weiteren Verhaftungen und Verhören, die mit Folter einher gingen, starb er am 19. April 1942 an den Folgen. | Hier wohnte PAUL REGENSBURGER Jg. 1877 mehrmals verhaftet von Gestapo misshandelt tot an Folgen 19.6.1942                        | Stolperstein für Paul Regensburger | Wohnhaus Lindenbergstraße 19                                   |